# Cordylomyia cellularis
Cordylomyia cellularis är en tvåvingeart som först beskrevs av Jean-Jacques Kieffer 1913.  Cordylomyia cellularis ingår i släktet Cordylomyia och familjen gallmyggor.
Artens utbredningsområde är Frankrike. Inga underarter finns listade i Catalogue of Life.